# Autobahnkreuz Oberpfälzer Wald
Das Autobahnkreuz Oberpfälzer Wald (Abkürzung: AK Oberpfälzer Wald; Kurzform: Kreuz Oberpfälzer Wald) ist ein Autobahnkreuz in Bayern, das sich bei Wernberg-Köblitz (südlich von Weiden in der Oberpfalz) befindet. Hier kreuzen sich die Bundesautobahnen 6 (Saarbrücken – Mannheim – Nürnberg – Pilsen) (Europastraße 50) und 93 (Hof – Regensburg – Kufstein). Es wurde am 27. Juli 2005 für den Verkehr freigegeben.

## Geographie
Das Kreuz liegt sowohl auf dem Gebiet des Marktes Wernberg-Köblitz, als auch auf dem Gebiet der Stadt Pfreimd mitten im Naturpark Oberpfälzer Wald. Es befindet sich etwa 90 km westlich von Pilsen, etwa 80 km östlich von Nürnberg und etwa 55 km nördlich von Regensburg direkt am Ufer der Naab, die von beiden Autobahnen durch Brückenbauwerke überquert wird.
Das Kreuz trägt auf der A 93 die Nummer 28, auf der A 6 die Nummer 70.

## Ausbauzustand
Die A 6 ist in diesem Bereich, genau wie die A 93, zweispurig ausgebaut. Alle Überleitungen sind einstreifig.
Das Kreuz ist in Kleeblattform angelegt.

## Verkehrsaufkommen
Das Kreuz wurde im Jahr 2015 täglich von rund 52.000 Fahrzeugen passiert und gehört damit zu den am schwächsten frequentierten in Deutschland.
| Von                        | Nach                  | Durchschnittliche tägliche Verkehrsstärke | Durchschnittliche tägliche Verkehrsstärke | Durchschnittliche tägliche Verkehrsstärke | Anteil Schwerlastverkehr | Anteil Schwerlastverkehr | Anteil Schwerlastverkehr |
| Von                        | Nach                  | 2010                                      | 2015                                      | 2021                                      | 2010                     | 2015                     | 2021                     |
| -------------------------- | --------------------- | ----------------------------------------- | ----------------------------------------- | ----------------------------------------- | ------------------------ | ------------------------ | ------------------------ |
| AS Nabburg-West (A 6)      | AK Oberpfälzer Wald   | 13.600                                    | 17.200                                    | 16.039                                    | 34,0 %                   | 32,5 %                   |                          |
| AK Oberpfälzer Wald        | AS Wernberg-Ost (A 6) | 14.900                                    | 18.400                                    | 16.020                                    | 32,5 %                   | 31,6 %                   |                          |
| AS Wernberg-Köblitz (A 93) | AK Oberpfälzer Wald   | 32.400                                    | 34.400                                    | 31.924                                    | 14,8 %                   | 15,3 %                   |                          |
| AK Oberpfälzer Wald        | AS Pfreimd (A 93)     | 32.300                                    | 34.500                                    | 30.877                                    | 14,3 %                   | 15,4 %                   |                          |